# 長坂インターチェンジ (兵庫県)
長坂インターチェンジ （ながさかインターチェンジ）は、兵庫県神戸市西区伊川谷町長坂にある第二神明道路北線のインターチェンジである。
大阪・垂水JCT方面のみのハーフインターで、東隣には明石・永井谷JCT方面のハーフインターである学園南ICがある。
第二神明道路北線西端のインターチェンジで、これ以西は永井谷JCTから阪神高速7号北神戸線を一部通って第二神明道路へ接続する。

## 道路
- E94 第二神明道路北線（12番）

※IC番号は第二神明道路との通し番号

## 接続する道路
- 神戸西バイパス一般部
  - 　この先の長坂東交差点で兵庫県道487号平野舞子停車場線に接続
  - 　さらに先の新長坂橋交差点で兵庫県道16号明石神戸宝塚線に接続

## 周辺
- 東洋自動車学校
- 兵庫県立伊川谷高等学校
- 神戸市立長坂中学校
- 神戸市立長坂小学校

## 隣
E94 第二神明道路北線
(11) 学園南IC - (12) 長坂IC - 永井谷JCT